# Strobilurin
Strobilurin je chemická látka patřící do skupiny strobilurinů. Strobiluriny jsou skupina chemických sloučenin používaných v zemědělství, jako fungicidy. Jsou součástí větší skupiny QoI inhibitorů, které účinkují jako inhibitory respiračního řetězce na úrovni komplexu III.
Mezi strobiluriny patří azoxystrobin, kresoxim-methyl, pikoxystrobin, fluoxastrobin, oryzastrobin, dimoxystrobin, pyraklostrobin a trifloxystrobin.
Strobiluriny představují zásadní pokrok v používání fungicidů vytvářených na základě houbových preparátů. Tyto látky byly získány z houby Strobilurus tenacellus.

## Registrace
Jde o účinné látky relativně nedávno schválené jako fungicidy. Azoxystrobin EPA registrovala v roce 1997, trifloxystrobin v roce 1999 a následoval pyraclostrobin.

## Vlastnosti
Jedná se o první skupinu fungicidů, která umožňuje chemicky kontrolovat všechny tři hlavní typy houbových patogenů. Fungicid se navazuje na rostlinné vosky. Přípravky pronikají z horního povrchu listu na spodní, neošetřený povrch listu.

## Mechanismus účinku
Prevence klíčení spor a růstu mycelia. Strobiluriny jsou většinou kontaktní pesticidy s dlouhou dobou rozkladu, takže jsou absorbovány do pokožky kde dlouhodobě omezují napadení. Potlačují vývoj ostatních hub, omezují příjem živin.
Jde o QoI inhibitory, fungicidy se systémovou a translaminární aktivitou inhibují mitochondriální respiraci, přenos elektronů v mitochondriích, blokováním elektronového transportu komplexem III, kde se vážou na tzv. cílové místo, k b cytochromu, blízko Qo centra. Zamezují tak toku protonů, který je generován tímto komplexem a cytochrom c oxidázou, což má za následek sníženou produkci ATP (Gisi et al., 2002; Horne a Hollomon, 2000; Ma a Michailides, 2005). QoI fungicidy také inhibují klíčení spor.

## Rezistence
Byla zaznamenána u Cercospora sojina V roce 2003 došlo k rozsáhlé výskytu kmenů Septoria tritici odolných vůči strobilurinovým fungicidům (QoIs). 
Běžně je doporučena aplikace max. 3x ročně pro prevenci vzniku rezistence a například nepoužívání výhradně strobilurinových fungicidů.

## Toxicita
Strobilurinové pesticidy jsou považovány za relativně bezpečné, pokud jde o akutní, chronické a dlouhodobé účinky. Očekává se, že způsobí akutní toxicitu při pozření 500 až 5000 mg / kg tělesné hmotnosti, dermální expozici 2000 až 20000 mg / kg tělesné hmotnosti nebo inhalace 2,0-20,0 mg / l. Jsou považovány za neonkogenní ve studiích chronické toxicity u potkanů. Nejsou zprávy o reprodukčních, vývojových nebo teratogenní, karcinogenní účincích. Strobiluriny jsou toxické pro ryby a vodní bezobratlé.

## Komerční přípravky
S obsahem látky trifloxystrobin
- DELARO
- FLINT PLUS
- SFERA 267,5 EC
- SFERA 535 SC
- ZATO 50 WG